# Silkeborg (municipio)
El municipio de Silkeborg es un municipio de Dinamarca en la región de Jutlandia Central. Tiene 864,89 km² de área y una población de 89.328 habitantes en 2012. Su capital es la ciudad de Silkeborg, con 42.807 habitantes.
Silkeborg es un municipio del interior de Jutlandia. Colinda al este con Ikast-Brande, al norte con Viborg y Favrskov, al oeste con Skanderborg, y al sur con Ikast-Brande y Horsens.
El actual territorio del municipio es resultado de la reforma territorial danesa de 2007, que fusionó los antiguos municipios de Gjern, Silkeborg, Them y Kjellerup.

## Localidades
| Localidades más pobladas de Silkeborg |           |                  |
| N.º                                   | Localidad | Población (2012) |
| 1                                     | Silkeborg | 42.807           |
| 2                                     | Kjellerup | 4.797            |
| 3                                     | Svejbæk   | 3.913            |
| 4                                     | Virklund  | 3.316            |
| 5                                     | Them      | 2.274            |
| 6                                     | Ans       | 1.793            |
| 7                                     | Byrup     | 1.609            |
| 8                                     | Gjern     | 1.439            |
| 9                                     | Voel      | 1.415            |
| 10                                    | Fårvang   | 1.318            |